# Henry Mann
Henry Berthold Mann (ur. 27 października 1905 w Wiedniu, zm. 1 lutego 2000 w Tucson) – amerykański statystyk i matematyk. Od jego nazwiska pochodzi nazwa testu Manna-Whitneya.

## Nagrody i wyróżnienia
- Nagroda Cole’a